# La Santé

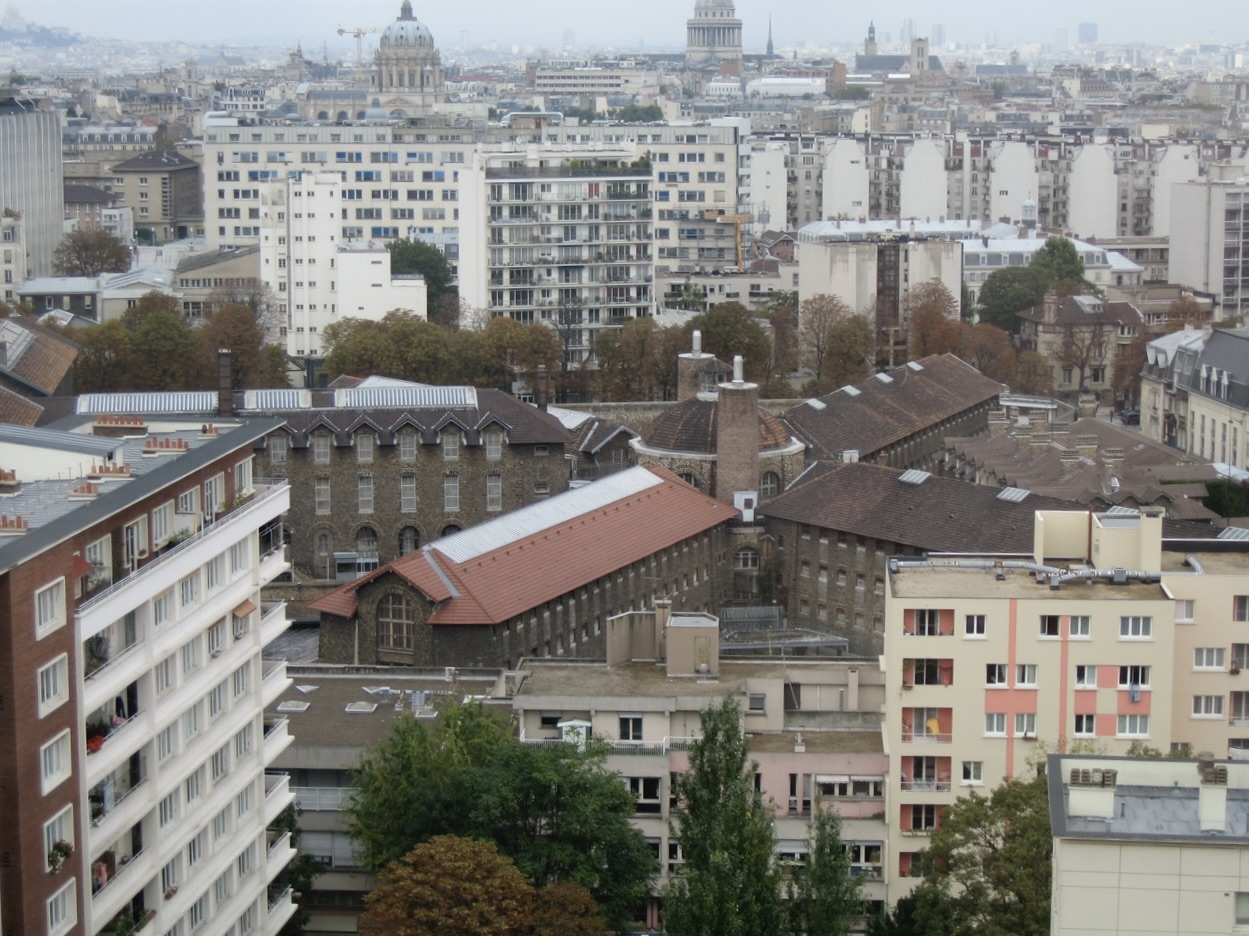
Das Gefängnis La Santé in Paris von Süden

La Santé ist eines der bekanntesten Gefängnisse in Frankreich. Es hat den Status Maison d’arrêt und ist als solches für – ausschließlich männliche – Untersuchungshäftlinge und verurteilte Täter mit Strafen unter zwei Jahren bestimmt. Es liegt im 14. Arrondissement der Hauptstadt Paris. Benannt ist es nach der Straße, an der das Haupttor steht, der Rue de la Santé. Von 2014 bis 2019 war das Gefängnis für umfangreiche Renovierungsarbeiten geschlossen.

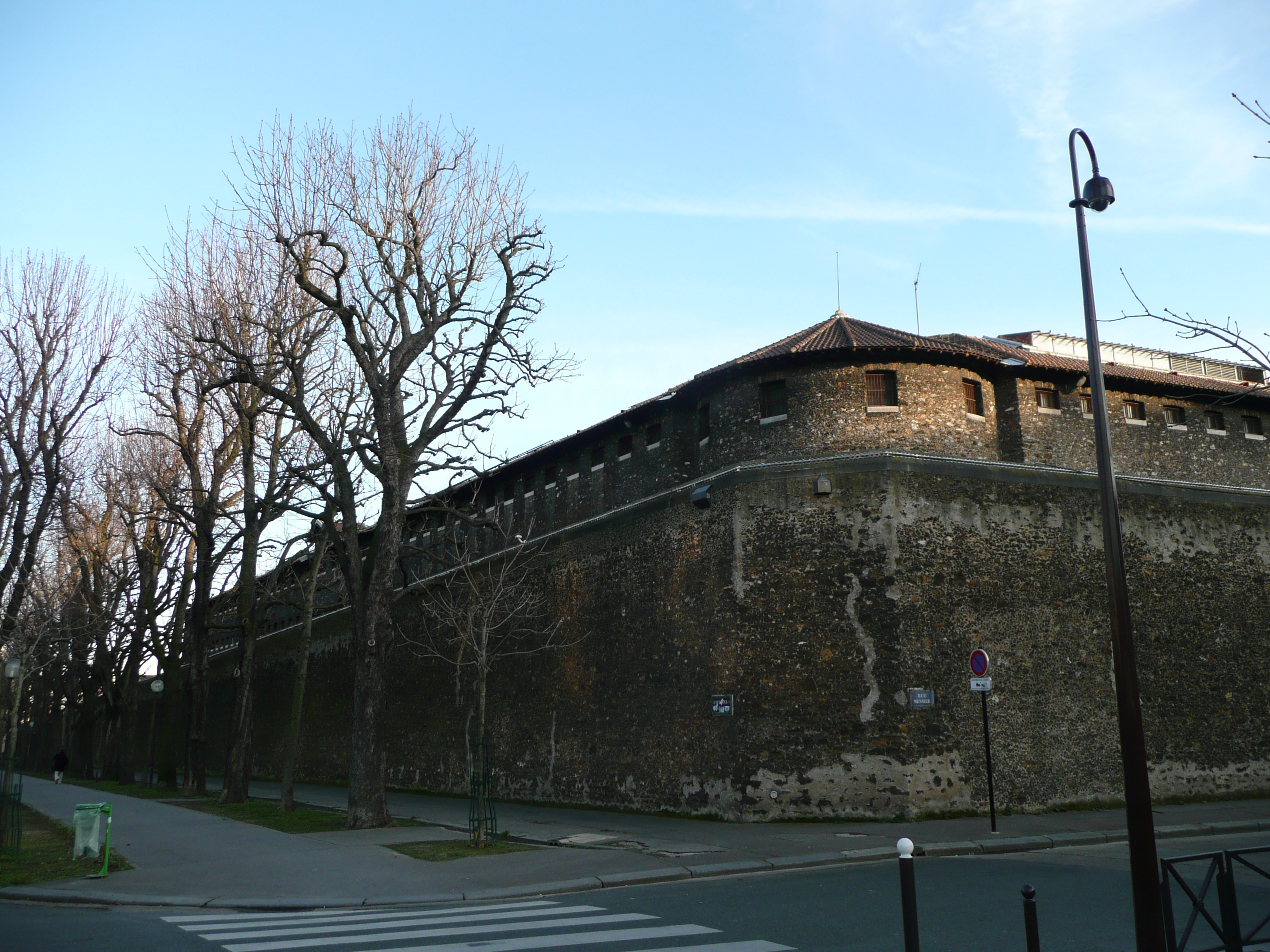
Nordfassade des Gefängnisses La Santé, fotografiert vom Boulevard Arago.

## Geschichte
Das Gefängnis wurde von 1861 bis 1867 unter der Leitung des Architekten Émile Vaudremer erbaut.
Es wurde am 20. August 1867 eröffnet. Es wurde in der Form eines Trapezes gebaut und wird begrenzt durch folgende Straßen:
- im Norden durch den Boulevard Arago,
- im Osten durch die Rue de la Santé,
- im Süden durch die Rue Jean-Dolent und
- im Westen durch die Rue Messier.

Im frühen 20. Jahrhundert, nach dem Abriss des früheren Gefängnisses de la Grande Roquette, ist es das letzte Gefängnis innerhalb der Mauern von Paris, die damaligen Neuzugänge waren zum Tode Verurteilte. Folglich wurde bald beschlossen, die öffentlichen Hinrichtungen auf dem Boulevard Arago, direkt neben dem Gefängnis, durchzuführen. Am 5. August 1909 wurde der Vatermörder Henri Duchemin als erste Person direkt neben dem Gefängnis mit der Guillotine hingerichtet. Als 1939 öffentliche Hinrichtungen verboten wurden, zog die Guillotine in den Innenhof des Gefängnisses, dort wurden am 15. März 1940 die Vocoret-Brüder als erste hingerichtet.
Während des Zweiten Weltkrieges waren in dem Gefängnis sowohl einfache Kriminelle als auch Gegner der deutschen Besatzungsmacht inhaftiert. Die Fondation pour la Mémoire de la Déportation erwähnt, dass dieses Wehrmachtsgefängnis vom April 1940 bis zum August 1944 bestanden habe. Es habe regelmäßige Überstellung von hier in andere Internierungslager in der besetzten Zone gegeben, so zum Beispiel am 18. März 1941 die Überstellung von 17 Internierten in das Gefängnis von Fontevraud und im Februar 1944 die Überstellung von 99 Männern in die Haftanstalt Eysses. Am 14. Juli 1944, dem republikanischen Nationalfeiertag und Jahrestag des Sturms auf die Bastille und kurz bevor die alliierten Truppen Paris erreichten, revoltierten die Gefangenen. Der Aufstand wurde mit großer Brutalität von der Milice française niedergeschlagen, wobei zahlreiche Häftlinge ums Leben kamen.
1970 wurde in der Santé ein Hochsicherheitstrakt eingerichtet. Bis kurz vor Abschaffung der Todesstrafe in Frankreich im Jahr 1981 diente das Gefängnis als Hinrichtungsstätte. Die letzten Enthauptungen fanden am 28. November 1972 statt, betroffen waren die Mörder Roger Bontems und Claude Buffet.
Im Jahr 2000 veröffentlichte die Chefärztin des Gefängnisses, Véronique Vasseur, ein Buch, in dem sie die sehr schlechten Haftbedingungen – Schmutz, Krankheit usw. – anprangerte. Das Buch war ein Schock für die Öffentlichkeit und führte zu einer parlamentarischen Untersuchung.
Im Jahr 2014 wurde das Gefängnis zum Zweck einer grundlegenden Renovierung geschlossen. Der Großteil der Gefangenen wurde auf die zwei weiteren Maisons d’arrêt des Großraums Paris in Fleury-Mérogis und Fresnes verteilt. Nach der Vollendung der Bauarbeiten sollte das Gefängnis 800 Plätze bieten. Im Rahmen der 2019 abgeschlossenen Renovierungsarbeiten wurden unter anderem ein Teil des Gefängnisses (Quartier haut) abgerissen und neuerrichtet, der VIP-Bereich aufgelöst, Freigangbereiche begrünt, Anlagen zur Störung von Mobilfunknetzen installiert und Sportmöglichkeiten geschaffen.

## Berühmte Gefangene
- Hocine Aït Ahmed, Kämpfer für die Unabhängigkeit Algeriens
- Guillaume Apollinaire, französischer Dichter und Schriftsteller
- Patrick Balkany, französischer Politiker
- Yvan Colonna, korsischer Nationalist
- Aristide Delannoy, französischer Karikaturist
- Alén Diviš, tschechischer Maler und Illustrator
- Jacques Fesch, Polizistenmörder
- Rudolf Hilferding, deutscher Politiker und Publizist
- Willem Holleeder,  Entführer des niederländischen Brauereibesitzers Freddy Heineken
- Fernand Holweck, französischer Physiker, Erfinder und Widerstandskämpfer
- Cor van Hout,  Entführer des niederländischen Brauereibesitzers Freddy Heineken
- Jerome Kerviel, Banker
- Pierre Lagaillarde, OAS-Terrorist
- Jacques Mesrine,  französischer Gewaltverbrecher
- Jean-Christophe Mitterrand, Sohn François Mitterrands, inhaftiert wegen Waffenhandels
- Marcel Petiot,  französischer Serienmörder
- Ilich Ramírez Sánchez (alias Carlos, der Schakal), Terrorist
- Issei Sagawa, japanischer kannibalischer Frauenmörder
- Victor Serge, radikaler linker Revolutionär
- Alexandre Stavisky, Hochstapler und Finanzjongleur
- Bernard Tapie, Geschäftsmann
- Marie-Claude Vaillant-Couturier, Mitglied der Résistance
- Mohamed Sylla, französischer Rapper[9]

## In der Kunst
- Die Romanfigur Arsène Lupin wurde in La Santé inhaftiert.
- Der Film Das Loch schildert einen Ausbruch aus dem Gefängnis.
- Guillaume Apollinaire verarbeitet seinen Gefängnisaufenthalt in dem Gedichtzyklus À la Santé (in der Gedichtsammlung Alcools, 1913).

## La bonne Santé
Gegenüber dem Gefängniseingang lag ein Café, genannt À la bonne Santé.
Dort trafen sich die Angehörigen und ehemalige Gefangene. Diese Szene wurde in mehreren Filmen benutzt. Das Café wurde 1980 geschlossen. Die Häuserzeile mit dem Cafe wurde abgerissen.